# Peel Sessions 1979-1983
Peel Sessions 1979-1983 és el títol del tretzè disc (la seva tercera recopilació) del grup anglès de pop electrònic Orchestral Manoeuvres in the Dark. Aparegué al mes d'abril de l'any 2000.
Els temes inclosos corresponen a quatre actuacions d'OMD en directe al programa radiofònic de John Peel, a la BBC. La versió d'"Electricity" inclosa és en realitat la versió publicada al primer senzill d'OMD, al segell Factory Records, car OMD no l'interpretaren mai al John Peel Show.

## CDV 2908
1. Bunker Soldiers (2,48)
2. Julia's Song (3,56)
3. Messages (4,11)
4. Red Frame/White Light (3,22)
5. Pretending To See The Future (3,08)
6. Enola Gay (3,03)
7. Dancing (3,09)
8. Motion And Heart (3,43)
9. Annex (3,06)
10. The Misunderstanding (2,37)
11. The More I See You (3,37)
12. Genetic Engineering (3,46)
13. Of All The Things We've Made (3,23)
14. ABC Auto Industry (2,31)
15. Electricity (Bonus Track) (3,44)

## Dades
- Els temes 1, 2, 3, 4 foren enregistrats el 20 d'agost de 1979 i transmesos el 3 de setembre de 1979.
- Els temes 5, 6, 7 i 8 foren enregistrats el 14 d'abril de 1980 i transmesos el 21 d'abril de 1980.
- Els temes 9, 10 i 11 foren interpretats el 29 de setembre de 1980 i transmesos el 6 d'octubre de 1980.
- Els temes 12, 13 i 14 foren interpretats el 29 de gener de 1983 i transmesos el 21 de febrer de 1983.
- Productor: Tony Wilson -excepte els temes 12, 13 i 14 (productor: Dale Griffin)-.
- Enginyer: Dave Dade -excepte els temes 12, 13 i 14 (enginyers: Harry Parker i Martin Colley).
- Tema 15 produït per OMD i Paul Collister.

## Informació addicional
- S'enregistrà una nova versió de "Bunker Soldiers" a la sessió de 1983, però no fou inclosa a la recopilació per no quedar repetida.
- "Pretending to see the future" apareix erròniament al llistat del CD com a "Pretending to see the light".